# Henrik Gottlieb Becker
Henrik Gottlieb Becker, även Bäcker, född 21 mars 1786/1787 i Stralsund, död 9 april 1854, var klavermakare i Ystad mellan 1817 och 1830. Han var även verksam i Stockholm mellan 1830 och 1854.

## Biografi
Henrik Gottlieb Becker flyttade till Ystad Sankt Petri församling i Ystad 1817 och var bosatt på nummer 284. Han flyttade 25 november 1822 till Ystads Sankta Maria församling i Ystad och bodde på nummer 169.
Becker var gift med Catharina M. Sifvertz (född 1787). De fick tillsammans barnen Johanna Carolina (född 1810), Emelie Bethi (född 1813), Gustaf Wilhelm (1815–1875), Matilda Hindrika Louise (född 1818) och Gustafva Hendriette Josephine (född 1820).

## Produktion
Lista över Beckers produktion.

### Instrumentfabrik
| År   | Produkt/Arbete                          | Summa                                   |
| ---- | --------------------------------------- | --------------------------------------- |
| 1817 | 2 Fortepiano (400) 3 gitarrer (36)      | 436 riksdaler.                          |
| 1818 | 6 Fortepiano (1500) 2 Fortepiano (400)  | 1900 riksdaler.                         |
| 1819 | 10 Fortepiano (2600) 3 Fortepiano (600) | 3200 riksdaler.                         |
| 1820 | 8 Fortepiano                            | 2000.                                   |
| 1821 | 2 Fortepiano (500) 4 gitarrer (40)      | 540 riksdaler.                          |
| 1822 | 3 Fortepiano (750) 10 gitarrer (80)     | 830 riksdaler.                          |
| 1823 | 4 Fortepiano (1000) 8 gitarrer (64)     | 1064 riksdaler.                         |
| 1824 | 2 Fortepiano                            | 400 riksdaler.                          |
| 1825 | Diverse instrument                      | 500 riksdaler.                          |
| 1826 | Diverse instrument                      | 250 riksdaler.                          |
| 1827 | -                                       | -                                       |
| 1828 | Diverse instrument                      | 529 (gemensam summa med möbelfabriken). |
| 1829 |                                         |                                         |
| 1830 | Instrument                              | 200 riksdaler.                          |
| 1831 | Instrument                              | 400 riksdaler.                          |
| 1832 | Instrument                              | 200 riksdaler.                          |
| 1833 | Instrument                              | 200 riksdaler.                          |
| 1834 | Instrument                              | 200 riksdaler.                          |

### Möbelfabrik
Han tillverkade möblerna i mahogny och björk.
| År   | Produkt/Arbete                                                   | Summa                                                  |
| ---- | ---------------------------------------------------------------- | ------------------------------------------------------ |
| 1819 | 6 draglådor (180) 8 sybord (80) 6 stolar (144) 8 chiffonjé (400) | 804 riksdaler.                                         |
| 1820 | 3 draglådor (90) 4 sybord (40) 10 chiffonjé (500)                | 630 riksdaler.                                         |
| 1821 | 6 draglådor (180) 12 chiffonjé (600)                             | 780 riksdaler.                                         |
| 1822 | 16 draglådor och chiffonjér                                      | 700 riksdaler.                                         |
| 1823 | 6 draglådor (120) 8 chiffonjé (400)                              | 520 riksdaler.                                         |
| 1824 | Diverse möbler                                                   | 300 riksdaler.                                         |
| 1825 | Diverse möbler                                                   | 400 riksdaler.                                         |
| 1826 | Diverse möbler                                                   | 300 riksdaler.                                         |
| 1827 | -                                                                | -                                                      |
| 1828 | Diverse möbler                                                   | 529 riksdaler (gemensam summa med instrumentfabriken). |
| 1829 | Diverse möbler                                                   | 300 riksdaler.                                         |

## Medarbetare
- 1818 - Sven Lindberg (född 1790), gesäll hos Becker.
- 1819-1820, 1822 - Petter Malmsten (född 1772), gesäll hos Becker.
- 1820 - Lars Persson (född 1797), gesäll hos Becker.
- 1820 - Johannes Rydberg (född 1796), gesäll hos Becker.
- 1820 - Anders Lilieberg, gesäll hos Becker.
- 1820-1821 - Lars Holmqvist (född 1795), gesäll hos Becker.
- 1820 - Sven Johan Lindberg (född 1791), gesäll hos Becker.
- 1820 - Carl H. Rosenbrock (född 1777), gesäll hos Becker.
- 1820 - Carl Sandberg (född 1804), lärling hos Becker.
- 1820 - Carl P. Fastberg (född 1804), lärling hos Becker.
- 1820, 1822 - Hans Lundqvist (född 1799), gesäll hos Becker.
- 1822 - Olof H. Komet (född 1798), gesäll hos Becker.
- 1822 - Carl Gustaf Faltin (född 1808), lärling hos Becker.
- 1822 - Andreas Munte, lärling hos Becker.